# Russell Owen
Russell D. Owen (* 8. Januar 1889 in Chicago, Illinois; † 3. April 1952) war ein US-amerikanischer Journalist der New York Times und Pulitzer-Preisträger.

## Leben
1904 arbeitete er als Stenograf. Von 1906 bis 1920 arbeitete er dann für die New York Sun an einer Linotype-Setzmaschine und als Reporter. Es folgten kurze Anstellungen als Reporter in Canandaigua (New York) und beim Syracuse Herald. 1921 wurde er Mitarbeiter der New York Times, bevor er 1924 eine Position als Chef des Nachrichtenbüros der General Electric Company annahm. 1926 wechselte er wieder zur New York Times, wo er lange Jahre als Reporter arbeitete.
1926 nahm er an Roald Amundsens Spitzbergen-Expedition teil (siehe Norge) und berichtete für die New York Times über das Rennen zum Nordpol. Dort lernte er auch Richard Evelyn Byrd kennen.
In den Jahren 1928 bis 1930 begleitete Owen Richard Byrds erste Antarktis-Expedition. Über Funk übermittelte er zahlreiche Berichte in die Heimat, wo sie auf der Titelseite der New York Times und anderer Zeitungen abgedruckt wurden. 1930 erhielt er für seine Berichterstattung aus der Antarktis den Pulitzer-Preis für Berichterstattung. 1934 erschien das von ihm verfasste Buch South of the Sun, in dem Owen über die Expedition schreibt. Später folgten zwei weitere Bücher über die Antarktis, Antarctic Ocean und The Conquest of the North and South Poles.
1913 heiratete er Ethel. J. McGregor, die 1948 verstarb. Gemeinsam hatten sie ein Kind, Jean. Owen verstarb 1952 im Alter von 63 Jahren.

## Werke
- South of the Sun (1934)
- Antarctic Ocean (1941)
- The Conquest of the North and South Poles, dt.: Sturm auf die Pole (1952)